# استان موکداهان

نقشهٔ تایلند و جایگاه استان موکداهان.

استان موکداهان یا موکداهارن یکی از استانهای کشور تایلند است. مساحت آن ۴۳۳۹ کیلومترمربع می‌باشد. جمعیت این استان در سال ۲۰۰۰ بالغ بر ۳۱۰۰۰۰ نفر برآورد شده است .
استان موکداهان از نظر تقسیمات کشوری بخشی از ناحیه شمال خاوری تایلند به حساب می آید. مرکز این استان شهر موکداهان است.